# Lijst van spelers van CSD Independiente del Valle
Deze lijst omvat voetballers die bij de Ecuadoraanse voetbalclub CSD Independiente del Valle spelen of gespeeld hebben. De namen zijn alfabetisch gerangschikt.

## A
- Felipe Adão
- Richard Anchundia
- Daniel Angulo
- Julio Angulo
- Vinicio Angulo
- Cristian Arana
- Abel Araujo
- Freddy Araujo
- Alberto Arboleda
- Andrés Arrunátegui
- Gustavo Asprilla
- Luis Ayala
- Arlin Ayoví
- José Ayoví
- Orlindo Ayovi
- Librado Azcona

## B
- Edgar Balbuena
- Jhonny Baldeón
- Rudy Bone
- Jimmy Bran
- Andrés Bressán
- Robert Burbano

## C
- Bryan Cabezas
- Andi Caicedo
- Carlos Caicedo
- Darwin Caicedo
- Edwin Caicedo
- Jaime Caicedo
- Luis Caicedo
- Richard Caicedo
- Santos Caicedo
- Lisandro Carcelén
- Elvis Carpio
- Christian Castro
- Juan Cazares
- Darío Cedeño
- Sergio Cedeño
- Victor Chala
- Andrés Cheme
- Víctor Chinga
- Lucas Concistre
- Facundo Corozo
- Franklin Corozo
- Rixon Corozo
- Yason Corozo
- Gabriel Córtez
- José Luis Cortéz
- Carlos Cuero

## D
- Gerson de Oliveira
- Walter Durazno

## E
- Richard Estigarribia
- Javier Estupiñan
- Romel Estupiñán

## G
- Jonathan González
- José Grijalva
- Carlos Gruezo
- Leandro Guaita
- Fernando Guerrero

## H
- Byron Herrera
- Koob Hurtado

## I
- Diego Ianiero
- Oswaldo Ibarra

## J
- Jairo Jaime
- Erick de Jesús
- Luis de Jesús

## L
- Carlos Lara
- Diego Lara
- Henry León
- Luis León
- Roberto Luzurraga

## M
- Jorge Majao
- Domingo Martínez
- Nicolás Martínez
- Jorge Mendoza
- Richard Mercado
- Adington Mina
- Guilis Mina
- Narciso Mina
- Jhonatan Monar
- Rubén Montaño
- Jefferson Montero
- Wilson Morales
- Daniel Mustafa

## N
- Aurelio Nazareno

## O
- Benito Olivo
- Christian Oña
- Yeison Ordoñez
- Jefferson Orejuela

## P
- Otávio
- Johan Padilla
- Alexis Palacios
- Miguel Parrales
- Mario Pineida
- Jonathan Píriz
- Jacson Pita
- Lenín Porozo

## Q
- Estuardo Quiñónez
- Jackson Quiñónez
- Marco Quiñónez
- Orlin Quiñónez

## R
- Cristian Ramírez
- Eddy Ramírez
- Richar Reasco
- Washington Reyes
- Mario Rizotto
- Francisco Rojas
- Reinaldo Román
- Henry Rua

## S
- Daniel Samaniego
- Bryan Sánchez
- Wellington Sánchez
- Alex Sandoval
- Andrés Santamaría
- Armando Solís
- Jesús Solís
- Junior Sornoza
- Iván Suárez

## T
- José Tenorio
- Jorge Torales

## V
- Edder Vaca
- Joman Valdez
- Christian Valencia
- Eder Valencia
- Yorman Valencia
- Galo Vásquez
- Luis Vizcaino

## W
- Armando Wila

## Y
- Leandro Yepes

## Z
- Steven Zamora